# Olbrachcice (Czechy)
Olbrachcice (cz. Albrechticeⓘ, niem. Albersdorf) – wieś gminna i gmina w kraju morawsko-śląskim, w powiecie Karwina w Czechach, nazwa gminy katastralnej brzmi Albrechtice u Českého Těšína (Olbrachcice koło Czeskiego Cieszyna). Przez miejscowość przepływa rzeka Stonawka (cz. Stonávka), lewy dopływ Olzy. Olbrachcice znajdują się w granicach historycznego regionu Śląska Cieszyńskiego i tzw. Zaolzia.
Od strony północnej sąsiadują ze Stonawą, na północnym wschodzie z Karwiną (z Łąkami), na południowym wschodzie z Kocobędzem i Czeskim Cieszynem (ze Stanisłowicami), na południu z Cierlickiem (Cierlickiem Dolnym), na zachodzie z Hawierzowem (Żywocicami) i Suchą Górną.

## Nazwa
Pierwsze wzmianki o wsi wymieniają ją w 1447 r. jako Albrothsdorff lub Albrechtycze. Następnie nazwa pojawia się w formach m.in. Olbrechtisdorf i Albrechtisdorf (1452), z Olbrechticz (1453), villa dicta Olbrachczicze (1490), auf Olbrachtitz (1497), auf Albrechtowitz (1571), Olbrachcice (1652), w Hornich Olbrachticzych (1670), Albrechtsdorff (1722), Albersdorff (1729) czy Albrechtice (1736). Jest to nazwa patronimiczna, pochodząca od imienia Olbrecht, Olbracht (z niem. Albrecht ← Adal-berht, Adalbrecht).

## Historia
Miejscowość została po raz pierwszy wzmiankowana w 1447 r.  pośród innych parafii archiprezbiteratu (dekanatu) w Cieszynie w spisie świętopietrza, sporządzonym przez archidiakona opolskiego Mikołaja Wolffa.
Miejscowa parafia katolicka musiała więc powstać wcześniej. W 1766 stary kościół drewniany został zastąpiony nowym kościołem drewnianym pw. śś. Piotra i Pawła.
W 1869 miejscowość liczyła 1015 mieszkańców, a w 1910 r. 1335 mieszkańców.
Po podziale Śląska Cieszyńskiego miejscowość znalazła się w granicach Czechosłowacji, zaś w październiku 1938 została zaanektowana przez Polskę, a podczas II wojny światowej przez nazistowskie Niemcy. Po wojnie przywrócona Czechosłowacji. W 1950 liczyła 1602 mieszkańców, lecz w następnych dekadach liczba ta systematycznie rosła aż do 4071 w 2001.

## Ludność
Według austriackiego spisu ludności z 1910 roku Olbrachcice miały 1335 mieszkańców, z czego 1322 było zameldowanych na stałe, 1316 (99,5%) było polsko- a 6 (0,5%) niemieckojęzycznymi, 899 (67%) było katolikami, 424 (31,8%) ewangelikami, 11 (0,8%) wyznawcami judaizmu a 1 osoba była innej religii lub wyznania.
W 2001 r. obok mieszkających tu Czechów 23,5% liczby mieszkańców stanowili Polacy, 3,6% Słowacy, 0,9% Morawianie, 0,7% Ślązacy, 0,2% Ukraińcy. Osoby wierzące stanowiły 53,3%, z czego katolicy 71,8%.

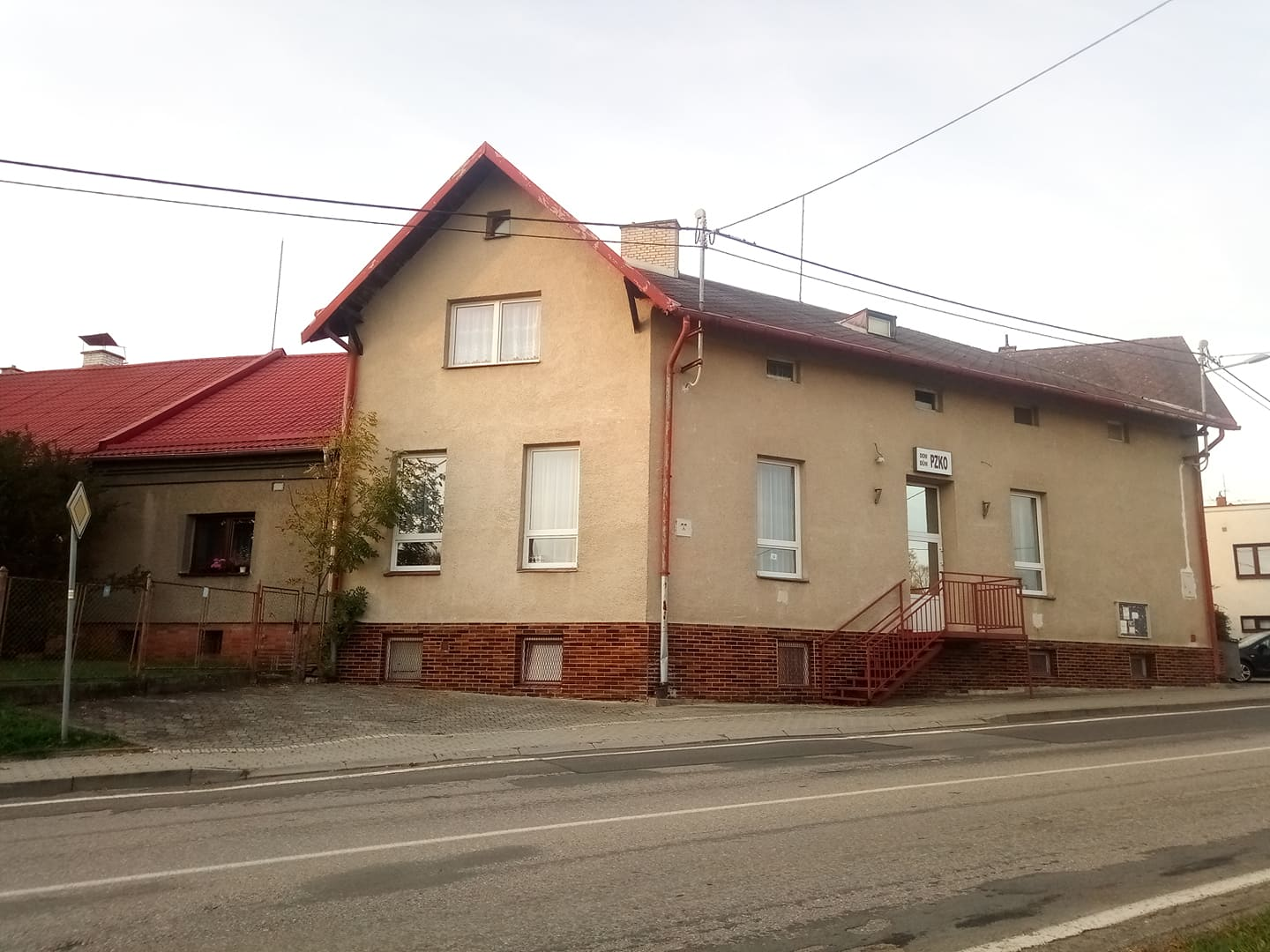
Siedziba PZKO w Olbrachcicach

We wsi funkcjonuje Miejscowe Koło Polskiego Związku Kulturalno-Oświatowego, zrzeszające 350 osób i dysponujące od 30 września 1995 własną siedzibą (pierwotną gospodą, a w późniejszym okresie salą kinową). W ramach Koła funkcjonują Klub kobiet oraz zespoły dziecięce Drops (6-11 lat) i Dropsik (4-5 lat) i odbywają się takie imprezy, jak Bal Ostatkowy, Śledziówka, Kwiatek dla Pań (Dzień Kobiet), Klub Propozycji (prelekcje z podróży), Smażenie jajecznicy, Koncert Jesienny, Wigilijka czy Wycieczka do Polski (w czerwcu 1-dniowa, a we wrześniu 2-dniowa).

## Urodzeni w miejscowości
Z Olbrachcicami związana była rodzina Michejdów. W miejscowości urodzili się:
- Tadeusz Michejda – polski architekt,
- burmistrz Cieszyna Jan Michejda,
- Franciszek Michejda – polski działacz narodowy na Śląsku Cieszyńskim, pastor ewangelicki,
- adwokat i uczestnik polskiego ruchu oporu w czasie II wojny światowej Władysław Michejda.

## Zabytki
W miejscowości znajduje się drewniany kościół świętych Piotra i Pawła z 1766 i zabytkowy krzyż przydrożny.
We wsi znajduje się również najstarsza czynna szkoła z polskim językiem nauczania na Zaloziu, istniejąca od roku 1828 – Polska Szkoła Podstawowa i Przedszkole w Olbrachcicach.

## Galeria

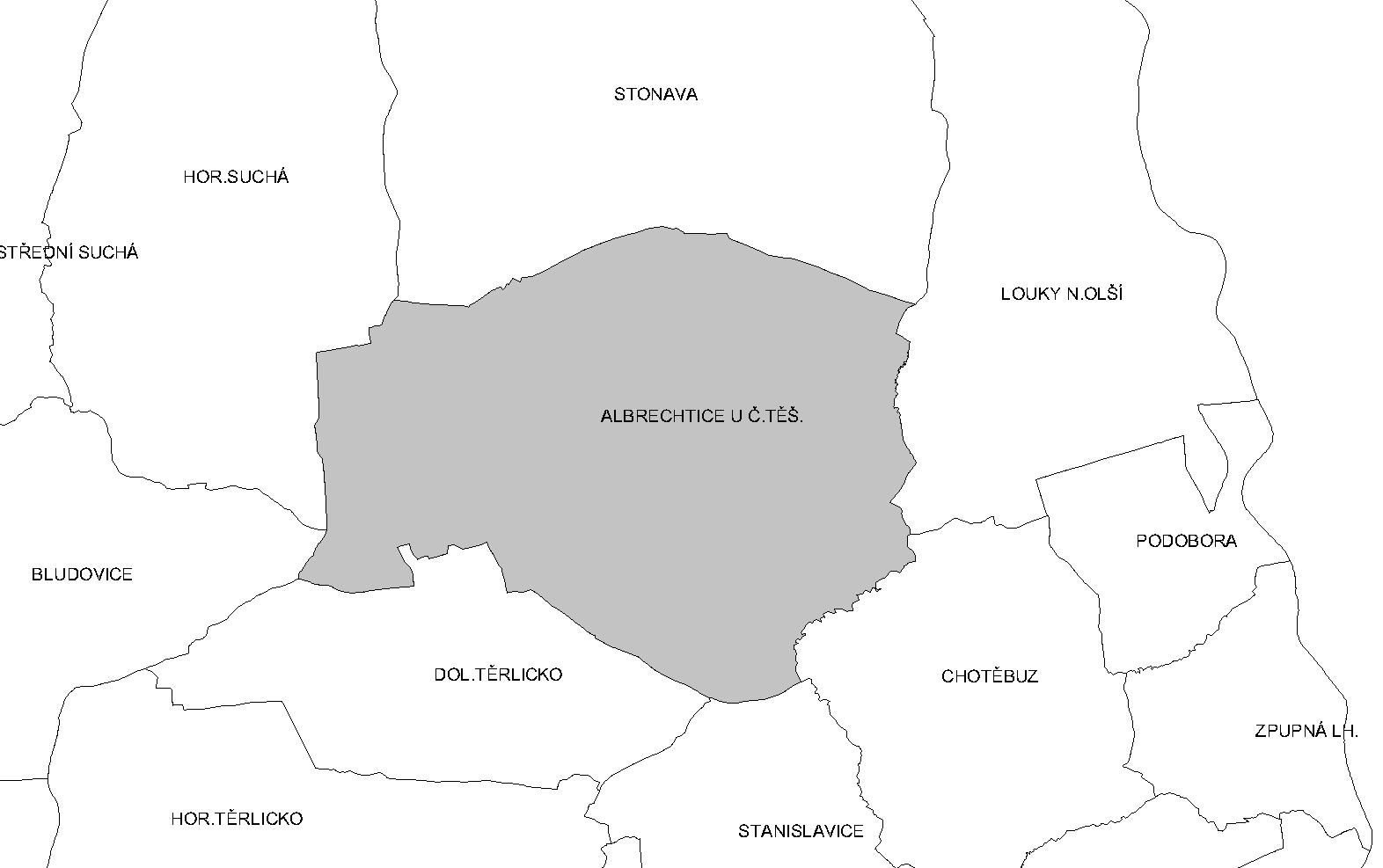
Położenie gminy katastralnej
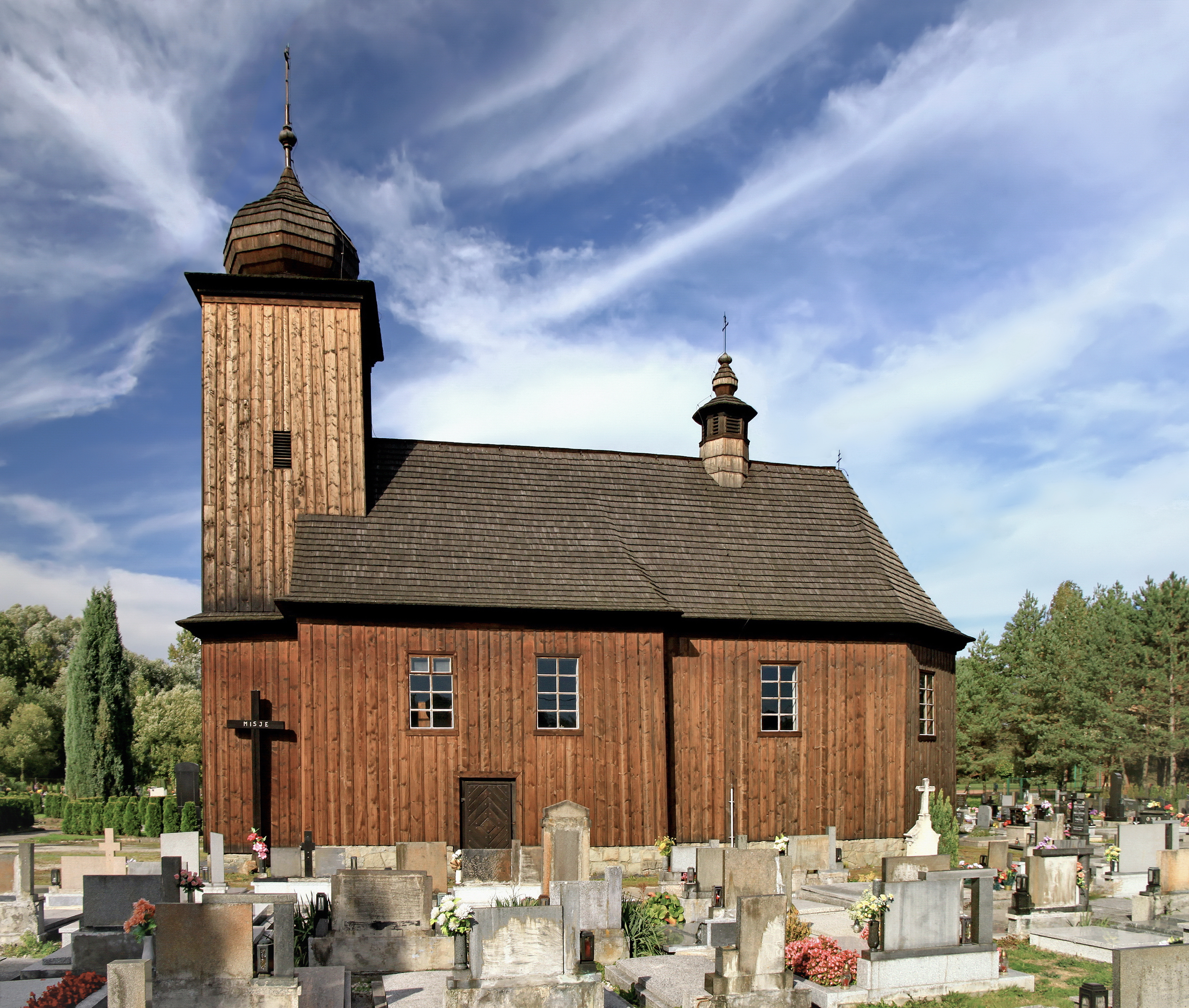
Kościół katolicki pw. Świętych Apostołów Piotra i Pawła
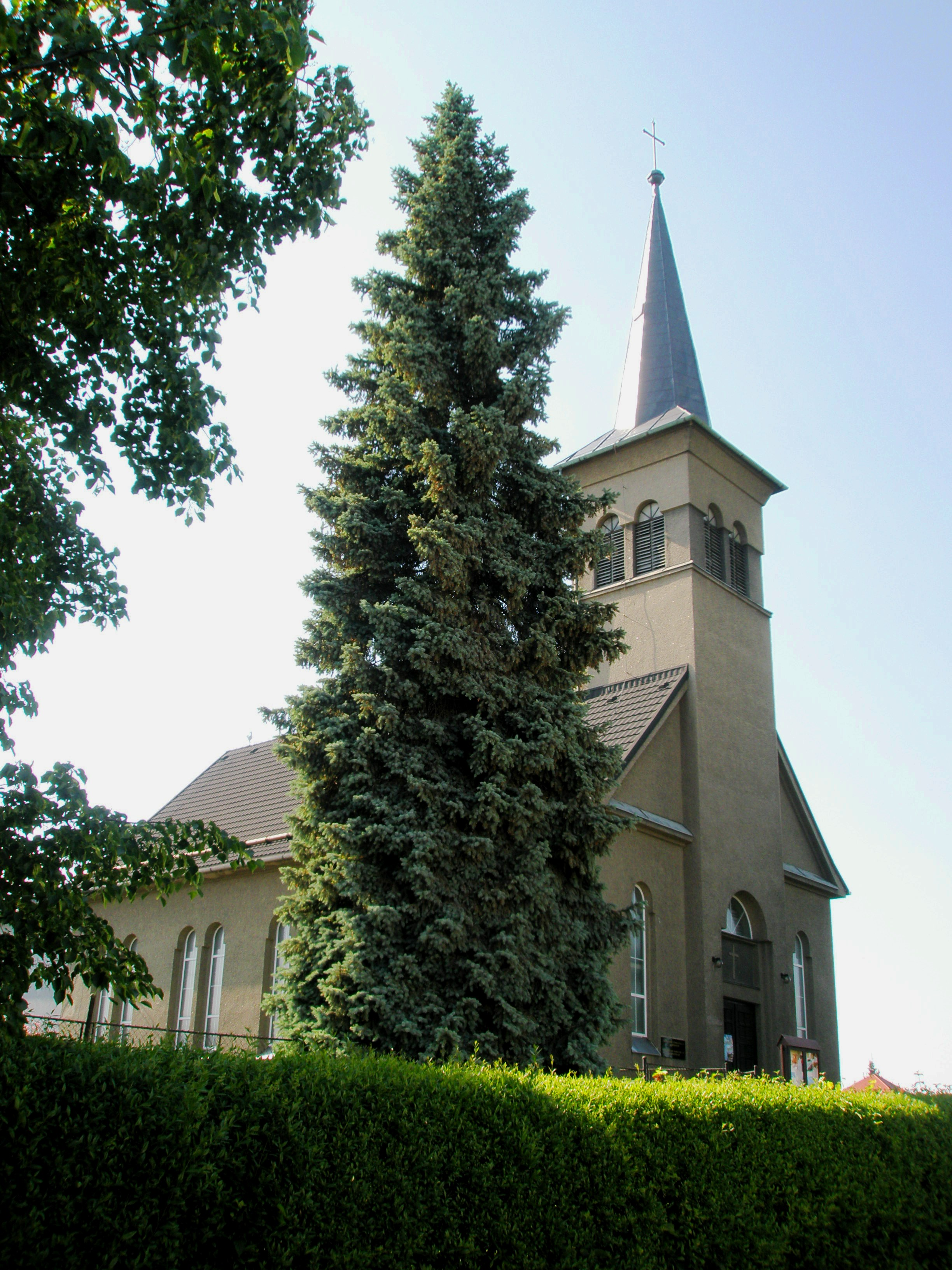
Kościół luterański (wyb. 1946-1948)
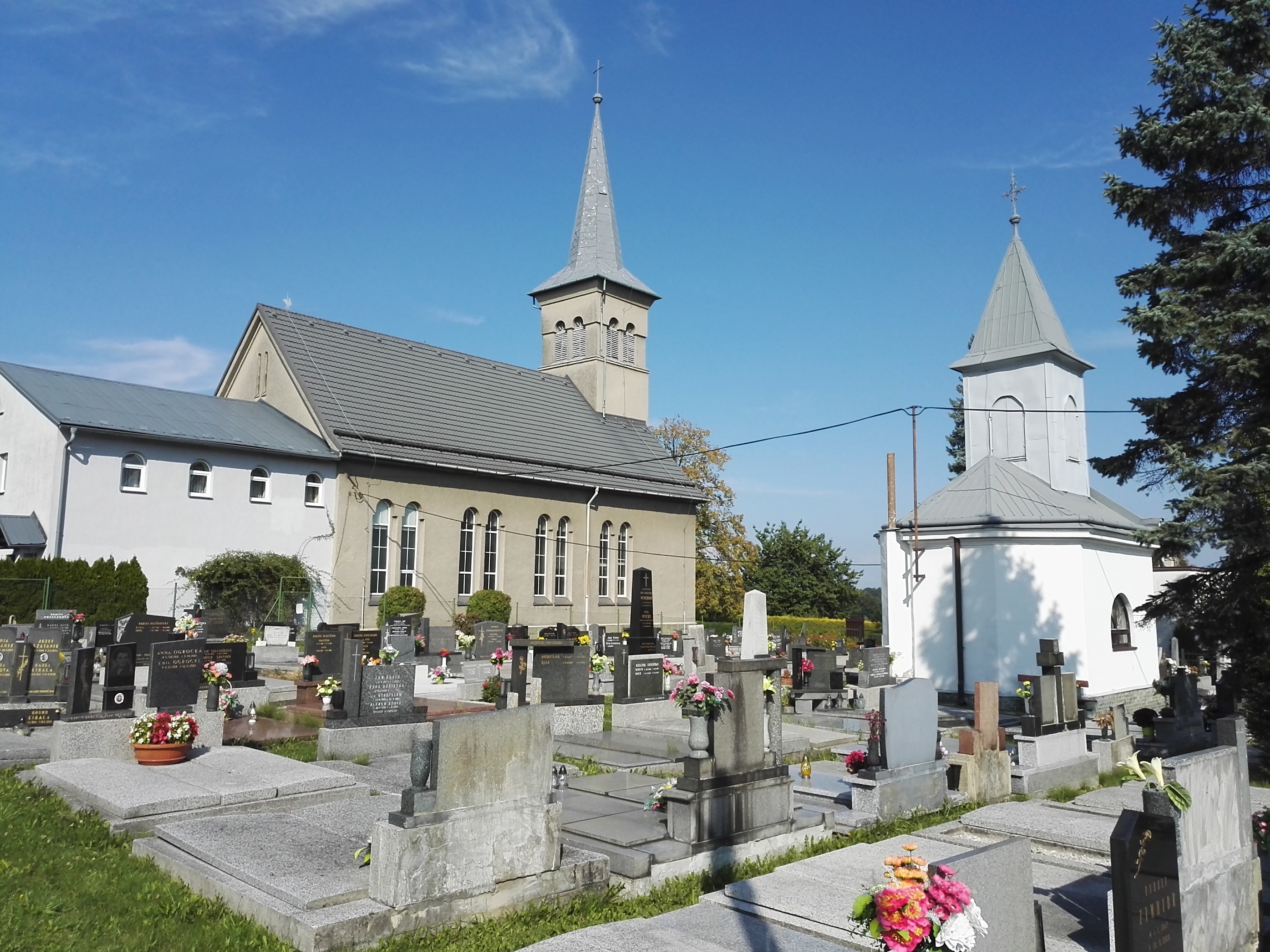
Cmentarz ewangelicki
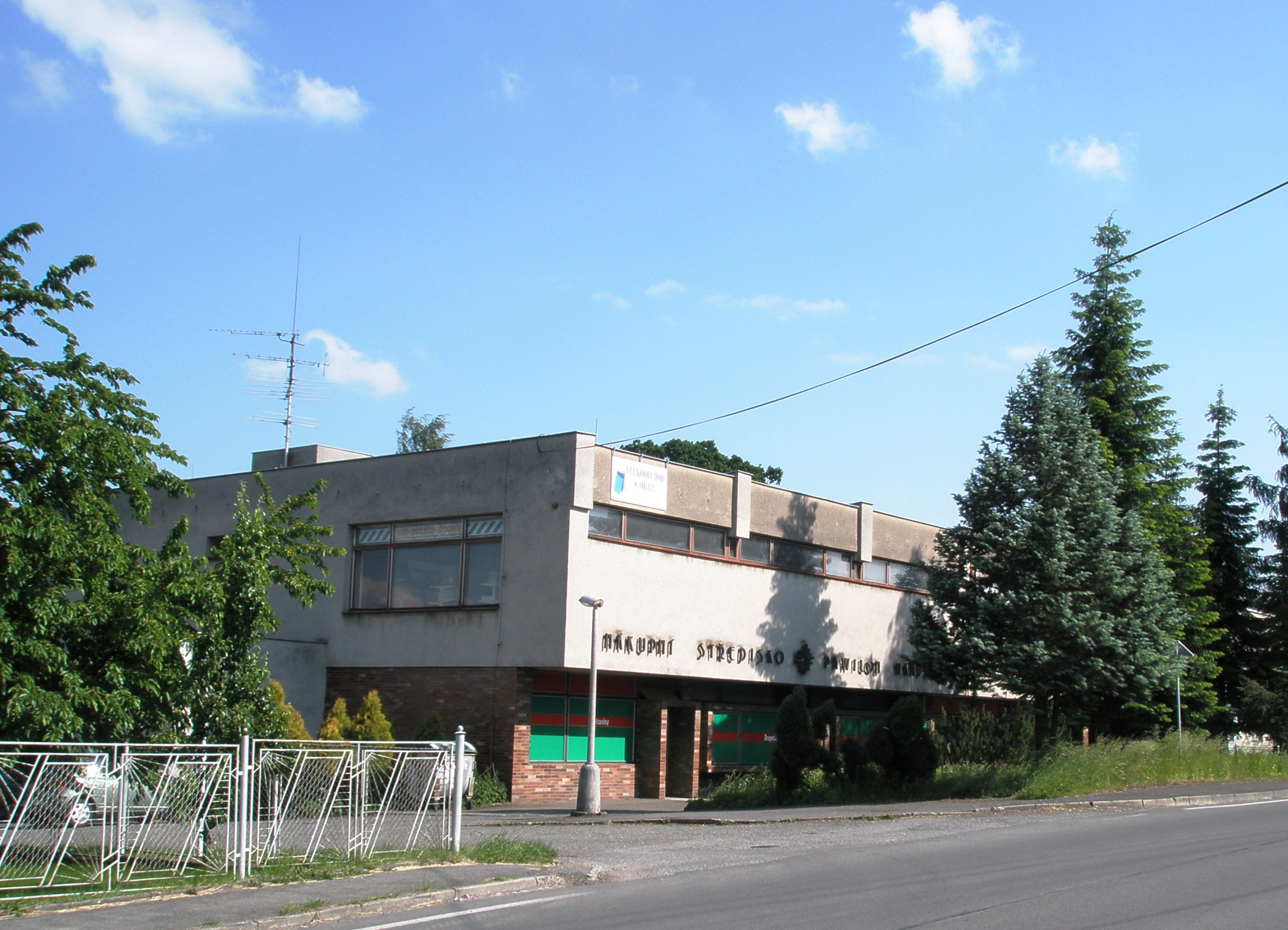
Pawilon handlowy z 1983
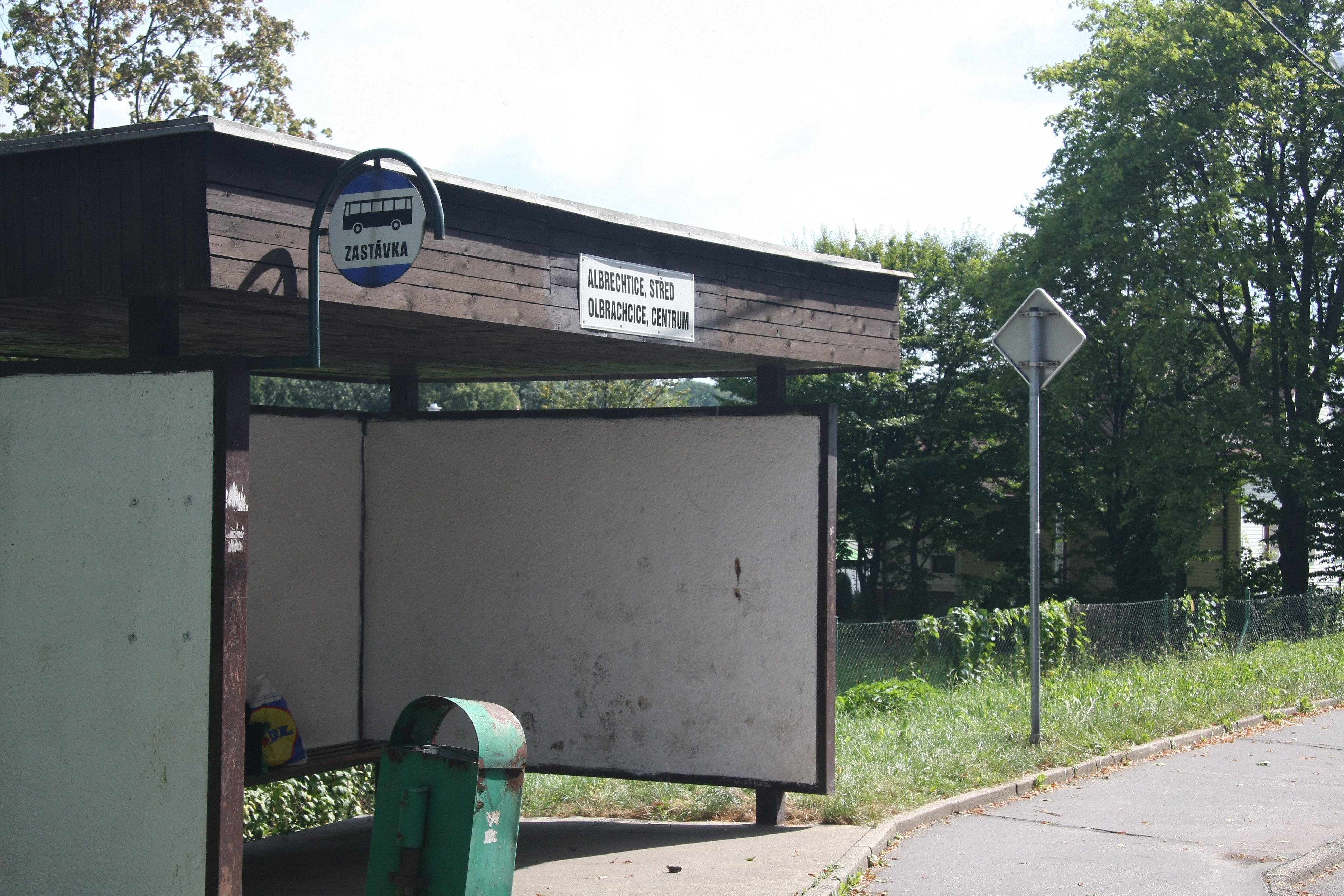
Przystanek autobusowy
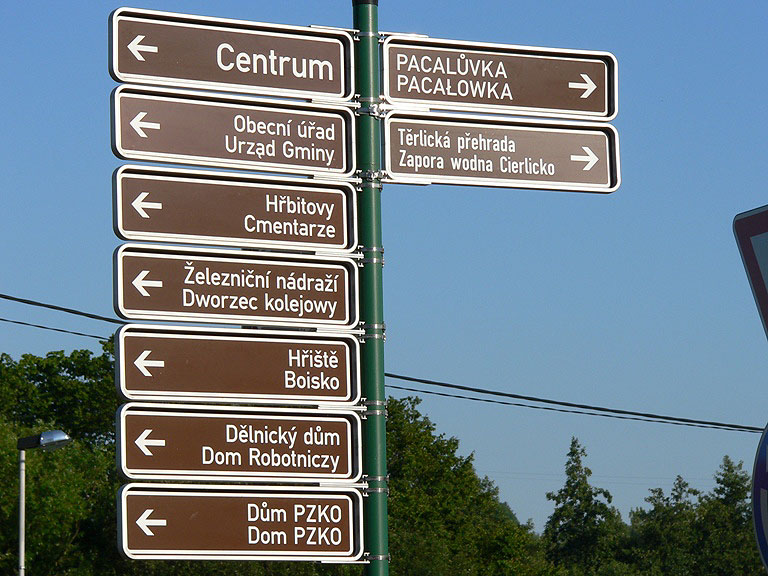
Dwujęzyczne tablice
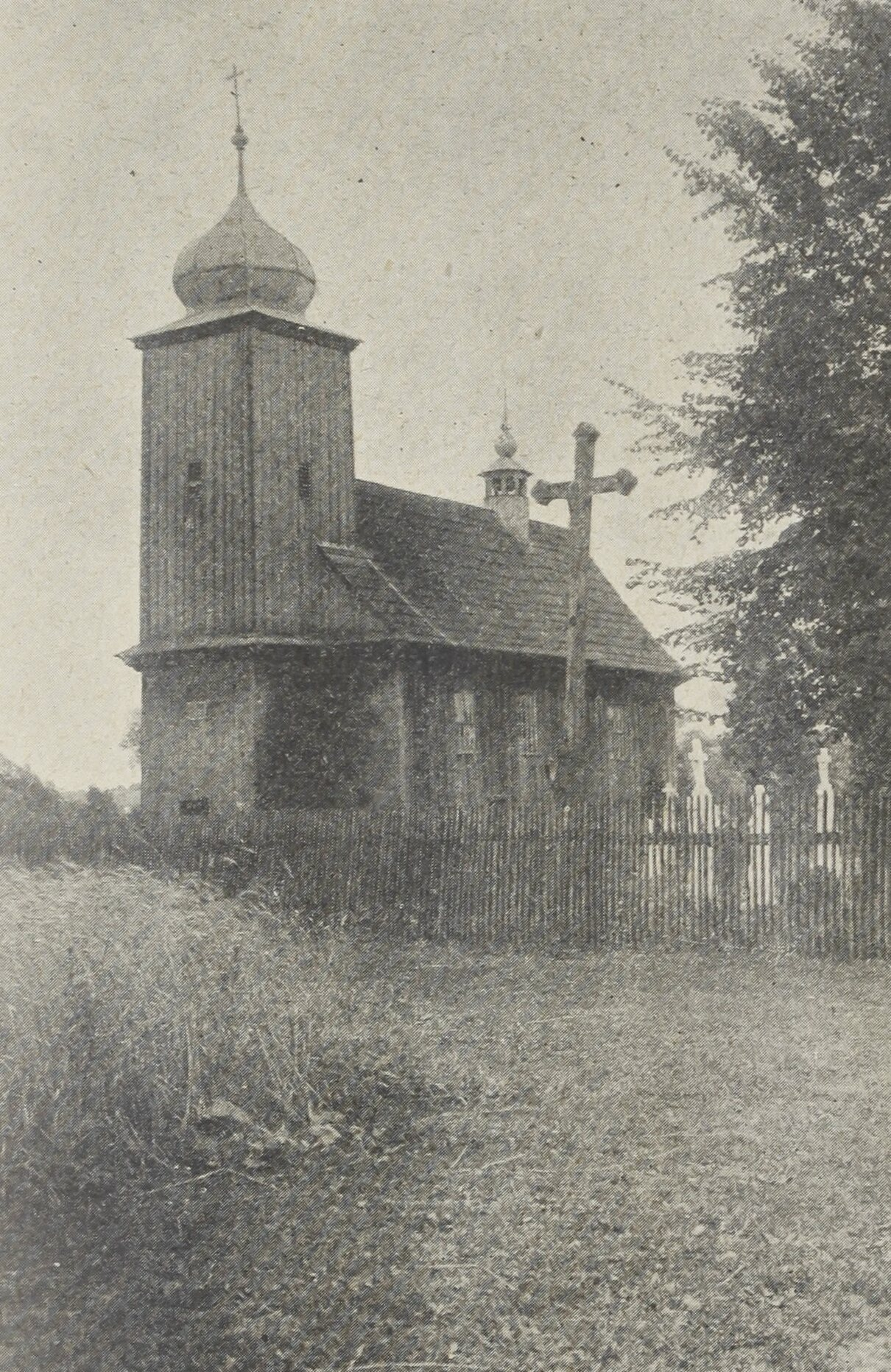
Kościół przed 1932